# Anja Drev
Anja Drev (Slovenj Gradec, 9 luglio 1997) è una sciatrice alpina slovena.

## Biografia
Nata a Slovenj Gradec e attiva in gare FIS dal dicembre del 2013, la Drev è affetta da sordità e ha preso parte ai Giochi olimpici invernali silenziosi del 2015, dove ha vinto la medaglia di bronzo nella discesa libera. È inattiva dal dicembre del 2019; non ha esordito in Coppa Europa o in Coppa del Mondo né ha preso parte a rassegne olimpiche o iridate.

## Palmarès

### Giochi olimpici invernali silenziosi
- 1 medaglia:
  - 1 bronzo (discesa libera a Chanty-Mansijsk/Magnitogorsk 2015)

### Campionati sloveni
- 1 medaglia:
  - 1 argento (discesa libera nel 2019)